# Treća nogometna liga 2023-2024
La Treća nogometna liga 2023-2024, conosciuta anche come 3. NL 2023-2024, è la 33ª edizione della quarta serie del campionato di calcio croato.
È la seconda edizione con il nuovo nome ed il nuovo format.

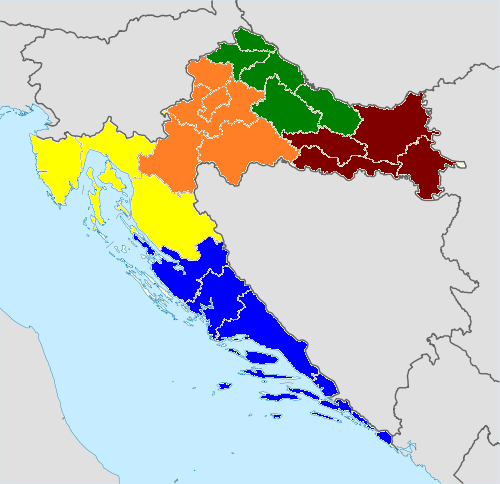
Area geografica coperta dai gironi:
Giallo - Girone Ovest,
Arancione – Girone Centro,
Verde – Girone Nord,
Marrone - Girone Est
Blu – Girone Sud

## Format
Il torneo è diviso in 5 gironi su base geografica, composti da un numero variabile fra 10 e 18 squadre.
I gironi sono organizzati dai seguenti centri calcistici:Varaždin (Nord), Fiume (Ovest), Zagabria (Centro), Osijek (Est) e Spalato (Sud).
Le vincitrici dei 5 gironi (se in possesso della licenza per la categoria superiore) accedono alle qualificazioni, insieme alla terz'ultima della 2. NL 2023-2024, per 3 posti nella 2. NL 2024-2025. Se la vincitrice del girone non ha i requisiti, può essere sostituita dalla successiva in graduatoria, purché piazzata nei primi 3 posti in classifica.
L'ultima classificata di ogni girone viene retrocessa nella categoria inferiore.

## Girone Ovest
|                    | Pos. | Squadra          | Pt | G  | V  | N | P  | GF | GS | DR  |
| ------------------ | ---- | ---------------- | -- | -- | -- | - | -- | -- | -- | --- |
|                    | 1.   | Uljanik Pola     | 57 | 26 | 18 | 3 | 5  | 45 | 21 | +24 |
|                    | 2.   | Rovigno          | 53 | 26 | 16 | 5 | 5  | 43 | 27 | +16 |
|                    | 3.   | Vinodol          | 47 | 26 | 14 | 5 | 7  | 47 | 32 | +15 |
|                    | 4.   | Nehaj Senj       | 44 | 26 | 13 | 5 | 8  | 62 | 47 | +15 |
|                    | 5.   | Pomorac          | 41 | 26 | 11 | 8 | 7  | 45 | 37 | +8  |
|                    | 6.   | Halubjan Viškovo | 40 | 26 | 11 | 7 | 8  | 58 | 38 | +20 |
|                    | 7.   | Pazinka          | 35 | 26 | 11 | 2 | 13 | 36 | 40 | −4  |
|                    | 8.   | Cres             | 34 | 26 | 10 | 4 | 12 | 31 | 44 | −13 |
|                    | 9.   | Buje             | 33 | 26 | 9  | 6 | 11 | 41 | 45 | −4  |
|                    | 10.  | Naprijed Hreljin | 32 | 26 | 8  | 8 | 10 | 37 | 35 | +2  |
|                    | 11.  | Kraljevica       | 31 | 26 | 10 | 1 | 15 | 41 | 51 | −10 |
|                    | 12.  | Rudar Labin      | 27 | 26 | 7  | 6 | 13 | 38 | 39 | −1  |
|                    | 13.  | Medulin          | 21 | 26 | 6  | 3 | 17 | 28 | 64 | −36 |
|                    | 14.  | Crikvenica       | 18 | 26 | 5  | 3 | 18 | 25 | 57 | −32 |
| Fonte: 3. NL ZAPAD |      |                  |    |    |    |   |    |    |    |     |

Legenda:
  Partecipa alle qualificazioni.
      Promossa in 2. NL 2024-25 dopo le qualificazioni.
      Retrocessa nella divisione inferiore.
Regolamento:
Tre punti a vittoria, uno a pareggio, zero a sconfitta.
In caso di arrivo di due o più squadre a pari punti per le posizioni di promozione o retrocessione, la graduatoria viene stilata secondo gli scontri diretti tra le squadre interessate; se la parità persiste si ricorre alla differenza reti.
L'edizione 2024-25 sarà a 16 squadre.

### Marcatori
| Gol |  |  | Giocatore          | Squadra      |
| --- |  |  | ------------------ | ------------ |
| 16  |  |  | Marino Matković    | Pomorac      |
| 15  |  |  | Paolo Juričić      | Rudar Labin  |
| 15  |  |  | Josip Buršić       | Vinodol      |
| 15  |  |  | Milivoj Simeunović | Uljanik Pola |

## Girone Centro
|                       | Pos. | Squadra                  | Pt | G  | V  | N  | P  | GF | GS | DR  |
| --------------------- | ---- | ------------------------ | -- | -- | -- | -- | -- | -- | -- | --- |
|                       | 1.   | Segesta                  | 77 | 34 | 24 | 5  | 5  | 97 | 42 | +55 |
|                       | 2.   | Gaj Mače                 | 64 | 34 | 18 | 10 | 6  | 71 | 51 | +20 |
|                       | 3.   | Vrapče Zagabria          | 60 | 34 | 18 | 6  | 10 | 70 | 50 | +20 |
|                       | 4.   | Lučko                    | 58 | 34 | 17 | 7  | 10 | 68 | 39 | +29 |
|                       | 5.   | Ponikve                  | 51 | 34 | 15 | 6  | 13 | 63 | 56 | +7  |
|                       | 6.   | Maksimir                 | 50 | 34 | 15 | 5  | 14 | 65 | 48 | +17 |
|                       | 7.   | Zagorec                  | 49 | 34 | 15 | 4  | 15 | 54 | 48 | +6  |
|                       | 8.   | Lukavec                  | 48 | 34 | 12 | 12 | 10 | 45 | 44 | +1  |
|                       | 9.   | Samobor                  | 47 | 34 | 13 | 8  | 13 | 52 | 53 | −1  |
|                       | 10.  | Trešnjevka               | 47 | 34 | 12 | 11 | 11 | 55 | 58 | −3  |
|                       | 11.  | HAŠK 1903                | 46 | 34 | 14 | 4  | 16 | 52 | 52 | 0   |
|                       | 12.  | Dinamo Odranski Obrež    | 45 | 34 | 13 | 6  | 15 | 52 | 67 | −15 |
|                       | 13.  | Kurilovec                | 44 | 34 | 12 | 8  | 14 | 43 | 58 | −15 |
|                       | 14.  | Bistra                   | 41 | 34 | 12 | 5  | 17 | 48 | 62 | −14 |
|                       | 15.  | Mladost Petrinja         | 40 | 34 | 11 | 7  | 16 | 44 | 63 | −19 |
|                       | 16.  | Zelina                   | 29 | 34 | 8  | 5  | 21 | 54 | 76 | −22 |
|                       | 17.  | Sava Strmec              | 29 | 34 | 6  | 11 | 17 | 31 | 57 | −26 |
|                       | 18.  | Tondach Bedekovčina (−1) | 28 | 34 | 7  | 8  | 19 | 42 | 82 | −40 |
| Fonte: 3. NL SREDIŠTE |      |                          |    |    |    |    |    |    |    |     |

Legenda:
  Partecipa alle qualificazioni.
      Promossa in 2. NL 2024-25 dopo le qualificazioni.
      Retrocessa nella divisione inferiore.
Regolamento:
Tre punti a vittoria, uno a pareggio, zero a sconfitta.
In caso di arrivo di due o più squadre a pari punti per le posizioni di promozione o retrocessione, la graduatoria viene stilata secondo gli scontri diretti tra le squadre interessate; se la parità persiste si ricorre alla differenza reti.
L'edizione 2024-25 sarà a 16 squadre.

### Marcatori
| Gol |  |  | Giocatore               | Squadra         |
| --- |  |  | ----------------------- | --------------- |
| 32  |  |  | Diego Maciel Florentino | Vrapče Zagabria |
| 23  |  |  | Vladimir Burić          | Trešnjevka      |
| 21  |  |  | Martin Šaban            | Gaj Mače        |

## Girone Nord
Le prime tre classificate non hanno fatto richiesta per ottenere la licenza per la divisione superiore. L'ha ottenuta il Varteks, ma il quarto posto non concede l'accesso alle qualificazioni per la promozione.
|                             | Pos. | Squadra               | Pt | G  | V  | N | P  | GF | GS | DR  |
| --------------------------- | ---- | --------------------- | -- | -- | -- | - | -- | -- | -- | --- |
|                             | 1.   | Polet Sv. Martin      | 69 | 27 | 21 | 6 | 0  | 72 | 21 | +51 |
|                             | 2.   | Rudar Mursko Središće | 56 | 27 | 17 | 5 | 5  | 50 | 21 | +29 |
|                             | 3.   | Pitomača              | 51 | 27 | 15 | 6 | 6  | 52 | 32 | +20 |
|                             | 4.   | Varteks               | 46 | 27 | 13 | 7 | 7  | 48 | 26 | +22 |
|                             | 5.   | Dinamo Domašinec      | 38 | 27 | 11 | 5 | 11 | 38 | 37 | +1  |
|                             | 6.   | Međimurje             | 33 | 27 | 9  | 6 | 12 | 42 | 39 | +3  |
|                             | 7.   | Graničar Kotoriba     | 26 | 27 | 8  | 2 | 17 | 33 | 60 | −27 |
|                             | 8.   | Podravina Ludbreg     | 23 | 27 | 7  | 2 | 18 | 27 | 54 | −27 |
|                             | 9.   | Virovitica            | 19 | 27 | 5  | 4 | 18 | 17 | 57 | −40 |
|                             | 10.  | Koprivnica            | 18 | 27 | 3  | 9 | 15 | 21 | 53 | −32 |
| Fonte: 3. NL SKUPINA SJEVER |      |                       |    |    |    |   |    |    |    |     |

Legenda:
  Partecipa alle qualificazioni.
      Promossa in 2. NL 2024-25 dopo le qualificazioni.
      Retrocessa nella divisione inferiore.
Regolamento:
Tre punti a vittoria, uno a pareggio, zero a sconfitta.
In caso di arrivo di due o più squadre a pari punti per le posizioni di promozione o retrocessione, la graduatoria viene stilata secondo gli scontri diretti tra le squadre interessate; se la parità persiste si ricorre alla differenza reti.
L'edizione 2024-25 sarà a 16 squadre.

### Marcatori
| Gol |  |  | Giocatore        | Squadra          |
| --- |  |  | ---------------- | ---------------- |
| 18  |  |  | Nino Patafta     | Polet Sv. Martin |
| 15  |  |  | Dejan Glavica    | Varteks          |
| 13  |  |  | Dominik Drk      | Međimurje        |
| 13  |  |  | Marko Matančić   | Pitomača         |
| 13  |  |  | Matija Kanceljak | Varteks          |

## Girone Est
|                    | Pos. | Squadra                 | Pt | G  | V  | N  | P  | GF | GS | DR  |
| ------------------ | ---- | ----------------------- | -- | -- | -- | -- | -- | -- | -- | --- |
|                    | 1.   | Slavonija Požega        | 63 | 30 | 20 | 3  | 7  | 61 | 30 | +31 |
|                    | 2.   | Čepin                   | 57 | 30 | 17 | 6  | 7  | 50 | 37 | +13 |
|                    | 3.   | Tomislav D. Andrijevci  | 53 | 30 | 16 | 5  | 9  | 54 | 39 | +15 |
|                    | 4.   | Đakovo/Croatia          | 47 | 30 | 14 | 5  | 11 | 63 | 49 | +14 |
|                    | 5.   | Vuteks Sloga            | 41 | 30 | 10 | 11 | 9  | 51 | 50 | +1  |
|                    | 6.   | Bedem Ivankovo          | 40 | 30 | 11 | 7  | 12 | 40 | 36 | +4  |
|                    | 7.   | NAŠK Našice             | 40 | 30 | 12 | 4  | 14 | 52 | 53 | −1  |
|                    | 8.   | Svačić Stari Slatinik   | 39 | 30 | 11 | 6  | 13 | 40 | 38 | +2  |
|                    | 9.   | Borac Kneževi Vinogradi | 39 | 30 | 11 | 6  | 13 | 33 | 47 | −14 |
|                    | 10.  | Tomislav Cerna          | 38 | 30 | 11 | 5  | 14 | 48 | 49 | −1  |
|                    | 11.  | Valpovka                | 38 | 30 | 11 | 5  | 14 | 48 | 55 | −7  |
|                    | 12.  | Graničar Županja        | 38 | 30 | 11 | 5  | 14 | 33 | 56 | −23 |
|                    | 13.  | Sloga Nova Gradiška     | 36 | 30 | 10 | 6  | 14 | 47 | 46 | +1  |
|                    | 14.  | Slavija Pleternica      | 36 | 30 | 10 | 6  | 14 | 42 | 49 | −7  |
|                    | 15.  | Oriolik Oriovac         | 36 | 30 | 9  | 9  | 12 | 25 | 35 | −10 |
|                    | 16.  | Kutjevo                 | 34 | 30 | 11 | 1  | 18 | 46 | 64 | −18 |
| Fonte: 3. NL ISTOK |      |                         |    |    |    |    |    |    |    |     |

Legenda:
  Partecipa alle qualificazioni.
      Promossa in 2. NL 2024-25 dopo le qualificazioni.
      Retrocessa nella divisione inferiore.
Regolamento:
Tre punti a vittoria, uno a pareggio, zero a sconfitta.
In caso di arrivo di due o più squadre a pari punti per le posizioni di promozione o retrocessione, la graduatoria viene stilata secondo gli scontri diretti tra le squadre interessate; se la parità persiste si ricorre alla differenza reti.

### Marcatori
| Gol |  |  | Giocatore        | Squadra                |
| --- |  |  | ---------------- | ---------------------- |
| 20  |  |  | Matej Martinović | Slavonija Požega       |
| 19  |  |  | Ivan Tunuković   | Tomislav D. Andrijevci |
| 17  |  |  | Karlo Antunović  | Kutjevo                |

## Girone Sud
|                  | Pos. | Squadra                  | Pt | G  | V  | N  | P  | GF | GS | DR  |
| ---------------- | ---- | ------------------------ | -- | -- | -- | -- | -- | -- | -- | --- |
|                  | 1.   | HNK Zara                 | 71 | 30 | 22 | 5  | 3  | 78 | 27 | +51 |
|                  | 2.   | Zagora Unešić            | 67 | 30 | 21 | 4  | 5  | 86 | 33 | +53 |
|                  | 3.   | Junak Sinj               | 55 | 30 | 16 | 7  | 7  | 61 | 33 | +28 |
|                  | 4.   | Hrvatski vitez Posedarje | 50 | 30 | 14 | 8  | 8  | 52 | 38 | +14 |
|                  | 5.   | GOŠK K. Gomilica         | 46 | 30 | 13 | 7  | 10 | 46 | 35 | +11 |
|                  | 6.   | Neretva Metković         | 42 | 30 | 12 | 6  | 12 | 59 | 54 | +5  |
|                  | 7.   | Uskok Klis               | 41 | 30 | 11 | 8  | 11 | 41 | 40 | +1  |
|                  | 8.   | Omiš                     | 40 | 30 | 12 | 4  | 14 | 34 | 45 | −11 |
|                  | 9.   | Primorac Biograd         | 37 | 30 | 10 | 7  | 13 | 35 | 35 | 0   |
|                  | 10.  | Vodice                   | 37 | 30 | 10 | 7  | 13 | 49 | 54 | −5  |
|                  | 11.  | Neretvanac Opuzen        | 37 | 30 | 9  | 10 | 11 | 39 | 55 | −16 |
|                  | 12.  | Sloga Mravince           | 36 | 30 | 10 | 6  | 14 | 44 | 50 | −6  |
|                  | 13.  | GOŠK Dubrovnik 1919      | 34 | 30 | 10 | 4  | 16 | 27 | 53 | −26 |
|                  | 14.  | Kamen Ivanbegovina       | 30 | 30 | 9  | 3  | 18 | 32 | 66 | −34 |
|                  | 15.  | RNK Spalato              | 27 | 30 | 7  | 6  | 17 | 36 | 70 | −34 |
|                  | 16.  | Zmaj Makarska            | 21 | 30 | 5  | 6  | 19 | 27 | 58 | −31 |
| Fonte: 3. NL JUG |      |                          |    |    |    |    |    |    |    |     |

Legenda:
  Partecipa alle qualificazioni.
      Promossa in 2. NL 2024-25 dopo le qualificazioni.
      Retrocessa nella divisione inferiore.
Regolamento:
Tre punti a vittoria, uno a pareggio, zero a sconfitta.
In caso di arrivo di due o più squadre a pari punti per le posizioni di promozione o retrocessione, la graduatoria viene stilata secondo gli scontri diretti tra le squadre interessate; se la parità persiste si ricorre alla differenza reti.

### Marcatori
| Gol |  |  | Giocatore     | Squadra       |
| --- |  |  | ------------- | ------------- |
| 26  |  |  | Ivan Krajina  | Zagora Unešić |
| 24  |  |  | Matej Maretić | Zagora Unešić |
| 23  |  |  | Ivan Mastelić | Junak Sinj    |

## Qualificazioni
Le "qualificazioni per il riempimento della 2. NL" (in lingua croata: Kvalifikacije za popunu 2.NL) vedono coinvolte la terz'ultima della 2. NL 2023-2024 (Jadran Parenzo) e le vincitrici dei 5 gironi della 3. NL 2023-2024.
Nessun club della 3. NL Nord ha ricevuto la licenza per la 2. NL, il che significa che lo Jadran Parenzo non giocherà le qualificazioni per riempire la 2. NL.
| Squadra 1        | Totale          | Squadra 2    | Andata     | Ritorno    |
| ---------------- | --------------- | ------------ | ---------- | ---------- |
|                  |                 |              | 09.06.2024 | 16.06.2024 |
| Segesta          | 3 – 3 (4-2 dtr) | HNK Zara     | 2 – 1      | 1 – 2      |
| Slavonija Požega | 1 – 3           | Uljanik Pola | 0 – 0      | 1 – 3      |

Le vincitrici delle 2 sfide vengono ammesse alla 2. NL 2024-2025.